# Eric Panic
Eric Panic est un groupe de punk rock canadien, originaire du Québec. Il est formé en 2003, et dissous en 2008. 

## Biographie
Eric Panic est formé des cendres en 2003 de l’ancien groupe Penelope, à la suite du départ de Francis Bédard ; Julie Berthold et Éric Roberge fondent, avec Patrice Papillon et Gérald Doré, leur nouveau groupe Eric Panic. Éric était tour à tour chanteur, guitariste et batteur dans divers formations dont Vermin, Beefriendz, Release Complete Overload et Penelope. Julie est ancienne guitariste dans les groupes Penelope, Beefriendz et les Shox Sisters. Gérald est ancien membre du groupe Vermin et Release Complete Overload avec Éric Roberge et Patrice Papillion 
Le premier album studio du groupe, Catharsis, est enregistré à Montréal, et publié en janvier 2004 sur Union Label Group. Il est réalisé par Matt Collyer du groupe The Planet Smashers. Le groupe produit quatre clips de cet album (La Récréation, Les majeurs fendent l’air, Ma vie à huis clos et Le Duel) qui ont été diffusés à grande échelle sur les ondes de Musique Plus. Le groupe effectue plusieurs tournées partout au Québec et dans les Maritimes pour ainsi devenir l'un des groupes punks les plus reconnus du Québec[réf. nécessaire]. Ils ont notamment eu la chance de faire la première partie du groupe américain de rock Good Charlotte au stade Uniprix de Montréal. En 2004, Patrice quitte le groupe, et est remplacé par Jean-François comme bassiste après l’enregistrement de Catharsis. Il participera ensuite activement à la vie du groupe.
Un deuxième album studio, intitulé Le combat est au jardin, est enregistré au studio Wild de Saint-Zénon en août 2006. L’album, réalisé par Pierre Rémilliard, est disponible depuis le 17 octobre 2006. Le premier extrait diffusé sur les radios est L’Animal optimal et un vidéoclip est produit. Le groupe est invité à partir en tournée en France dans le cadre de la tournée Kill Tour Elite avec le groupe japonais Coquettish, et le groupe punk-pitre français Guerilla Poubelle. Le Combat est au jardin et Catharsis sont réédités comme double-disque en octobre 2006 au label français Guerilla Asso. Dissous en 2008, la majorité des membres forment le groupe Opération Dynamo.

## Style musical
Ils écrivent des chansons en français sur différents thèmes tels les horreurs du monde (Welcome to Guantanamo), l’idéologie punk (Nos majeurs fendent l’air), la solitude (Adelard Attend), le militarisme juvénile (Soldat de plomb ou d’argent).

## Membres

### Derniers membres
- Éric « Rick-Simon Panic » Roberge (anciennement Rick Panic) - voix, guitare (2003-2008)
- Julie « Julie Panic » Berthold - voix, guitare, violon, piano (2003-2008)
- Gérald « Max Panic » Doré - batterie (2003-2008)
- Jean-François « Jeff Panic » Cloutier - basse (2004-2008)

### Ancien membre
- Patrice « Pat Panic » Papillon - basse (2003-2004)

## Discographie

### Apparitions
- 2003 : Made in Kébek 2 (compilation ; avec la chanson Le Duel sous le nom de Penelope)
- 2004 : Chrome Desjardins Volume 1 (compilation ; avec la chanson Récréation)
- 2004 : Liberté Fest (compilation ; avec la chanson Rumeurs)
- 2004 : Nouvelle Vague Volume 1 (compilation ; avec la chanson Les majeurs fendent l’air)
- 2005 : Quebec Punk Scene Vol. 1 (compilation ; avec la chanson À quoi on joue ?)
- 2005 : Québec Émergent 2005 (compilation ; avec la chanson Les majeurs fendent l’air)
- 2005 : Nouvelle Vague Volume 2 (compilation ; avec la chanson Le Duel)
- 2006 : Eric Panic + Indice doktane

## Vidéographie
- 2004 : Récréation
- 2004 : Les majeurs fendent l’air
- 2005 : Ma vie à huis clos
- 2005 : Le Duel
- 2006 : L’Animal optimal
- 2007 : Soldat de plomb ou d’argent